# Eupristina verticillata
Eupristina verticillata — вид перетинчастокрилих комах родини агаонід (Agaonidae). Імаго та личинки харчуються плодами Ficus microcarpa. Вид родом з Південно-Східної Азії, але поширився по всьому світі разом з кормовою рослиною.